# Braathens
Braathens foi uma empresa aérea da Noruega fundada em 1946 e que encerrou suas atividades em 2004. 

## Frota

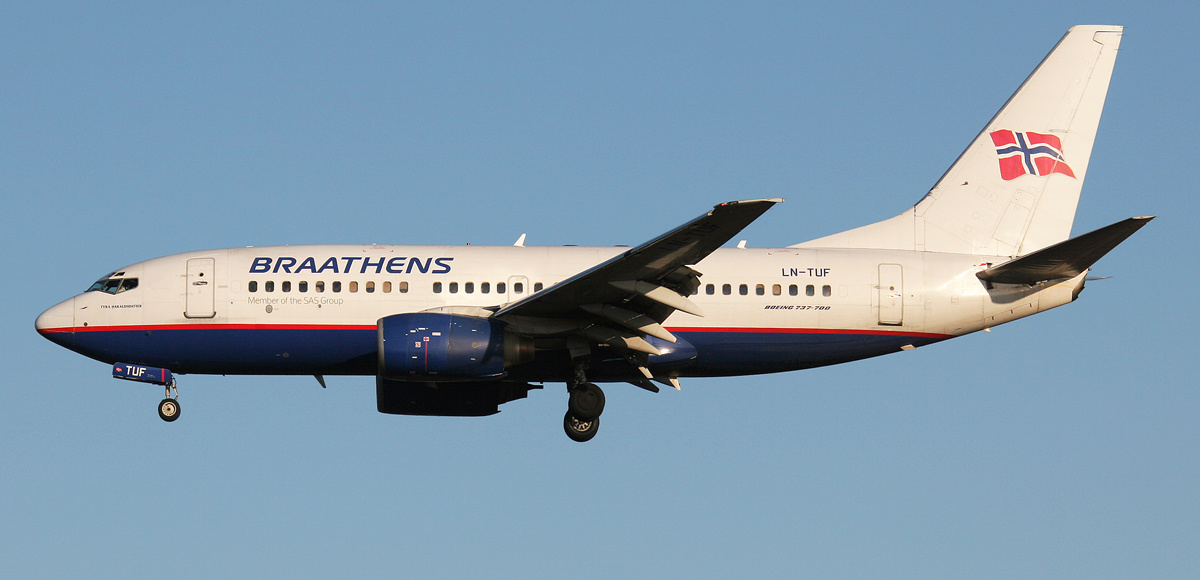
Boeing 737-700 da Braathens.

Em 2004.
- 7 Boeing 737-400
- 17 Boeing 737-500
- 13 Boeing 737-700